# باكور (العراق)
باكور منطقة عراقية في جنوب قضاء السلمان بمحافظة المثنى بصحراء الحجرة بالبادية العراقية جنوب العراق، فيها تل، وفيها بئر باكور، ماؤها غزير عذب عمقها 45 متراً حفرها غنام الزبدة من شمر.